# Proisotoma tenella
Proisotoma tenella är en urinsektsart som först beskrevs av Reuter 1895.  Proisotoma tenella ingår i släktet Proisotoma och familjen Isotomidae. Arten är reproducerande i Sverige. Inga underarter finns listade i Catalogue of Life.